# Melanie Griffith
Melanie Richards Griffith (New York, 9 agosto 1957) è un'attrice statunitense, candidata all'Oscar alla miglior attrice protagonista nel 1989 per la sua interpretazione in Una donna in carriera.

## Biografia
Figlia unica dell'attrice Tippi Hedren e dell'ex attore di teatro Peter Griffith, i suoi genitori divorziarono quando aveva 4 anni. Fin dall'infanzia la madre le diede lezioni di recitazione e nel 1969 Melanie esordì nel mondo del cinema con la pellicola Smith, un cowboy per gli indiani (Smith!). Dopo una lunga assenza dalle scene avvenuta per motivi di studio, riprese a recitare insieme con la Hedren in The Harrad Experiment, documentario del 1973 in cui si poneva l'occhio sulla rivoluzione sessuale in atto nelle donne statunitensi.
Ebbe la prima parte da protagonista nel 1975 con Bersaglio di notte (Night Moves). Dopo una serie di altre significative partecipazioni cinematografiche, il regista Brian De Palma la volle nel suo Omicidio a luci rosse (Body Double, 1984), thriller in cui la Griffith interpretava il ruolo della bella protagonista e per il quale ricevette una candidatura al Golden Globe per la migliore attrice non protagonista. Questo film, assieme a Paura su Manhattan (Fear City, 1984), girato lo stesso anno, dove interpretava un ruolo analogo - quello di una stripper coinvolta in un omicidio - la fece diventare uno dei principali sex symbol degli anni ottanta e le aprì le porte di molte altre esperienze sul grande schermo.
Successivamente dimostrò d'essere eclettica e capace in tutti i generi cinematografici: prima con le commedie Qualcosa di travolgente (1986) e Una donna in carriera (Working Girl, 1988), grazie alla quale venne candidata al Premio Oscar come miglior attrice e al Premio BAFTA, vincendo il Golden Globe per la migliore attrice in un film commedia o musicale; poi con la satira dei Il falò delle vanità (The Bonfire of the Vanities, 1990), ancora di De Palma; quindi l'autoironia con Two Much - Uno di troppo (Two Much, 1996); la fiaba con Milagro (The Milagro Beanfield War, 1987); la commedia nera e dissacrante con Pazzi in Alabama (Crazy in Alabama, 1999), il dramma sociale con Un altro giorno in paradiso (Another Day in Paradise, 1998) di Larry Clark e la fantascienza con Automata (2014).
Il 1990 ha visto la Griffith in una serie di ruoli che hanno ricevuto critiche miste; ricevendo la candidatura al Golden Globe per le sue interpretazioni in Buffalo Girls (1995), e di Marion Davies in RKO 281 - La vera storia di Quarto potere (RKO 281, 1999), ma guadagnandosi un Razzie Award come peggior attrice per la sua performance in Vite sospese (1992), oltre a ricevere numerose candidature a molti premi per Pazzi in Alabama (1999) e il film cult di John Waters A morte Hollywood (2000). Altri suoi ruoli importanti sono stati in Lezioni di anatomia (Milk Money, 1994), nel film neo-noir Scomodi omicidi (1996), e nel ruolo di Charlotte Haze in Lolita di Adrian Lyne (1997). In televisione è apparsa nelle serie televisive Nip/Tuck, Aiutami Hope!, e Hawaii Five-0. Dopo aver recitato in scena a Londra, nel 2001 ha fatto il suo debutto a Broadway nel remake del musical Chicago, ricevendo dalla critica delle buone recensioni, tanto da renderlo un successo al botteghino.
Nel 2017 Melanie Griffith fu la protagonista femminile nel film I pirati della Somalia, a fianco di Al Pacino ed Evan Peters in un film biografico sul giornalista Jay Bahadur e interpretò Jean Shelton nel film di James Franco The Disaster Artist, una commedia basata sull'omonimo libro di Greg Sestero e Tom Bissell. A metà del 2018, la Griffith interpretò la signora Robinson in una versione teatrale del film Il laureato al Laguna Playhouse in California. Nell'agosto 2018 rivelò di essersi sottoposta ancora, e per l'ultima volta, a un intervento chirurgico per la rimozione di un tumore della pelle dal volto.

## Vita privata

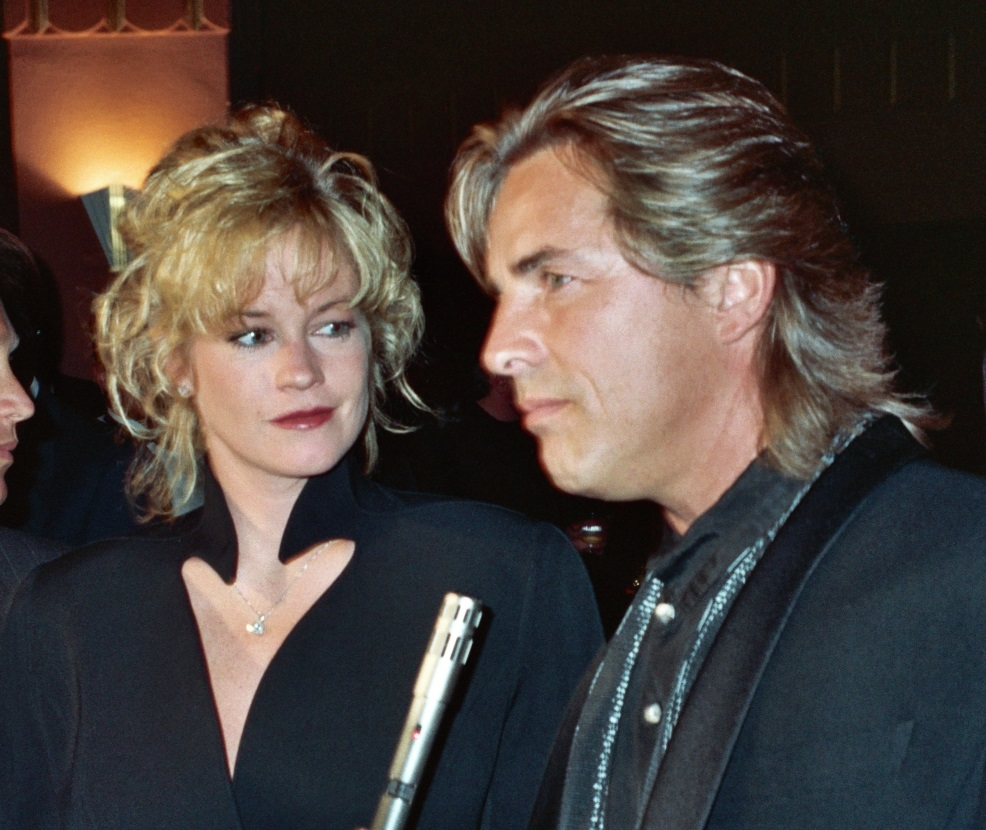
Melanie Griffith con l'allora marito Don Johnson nel 1990

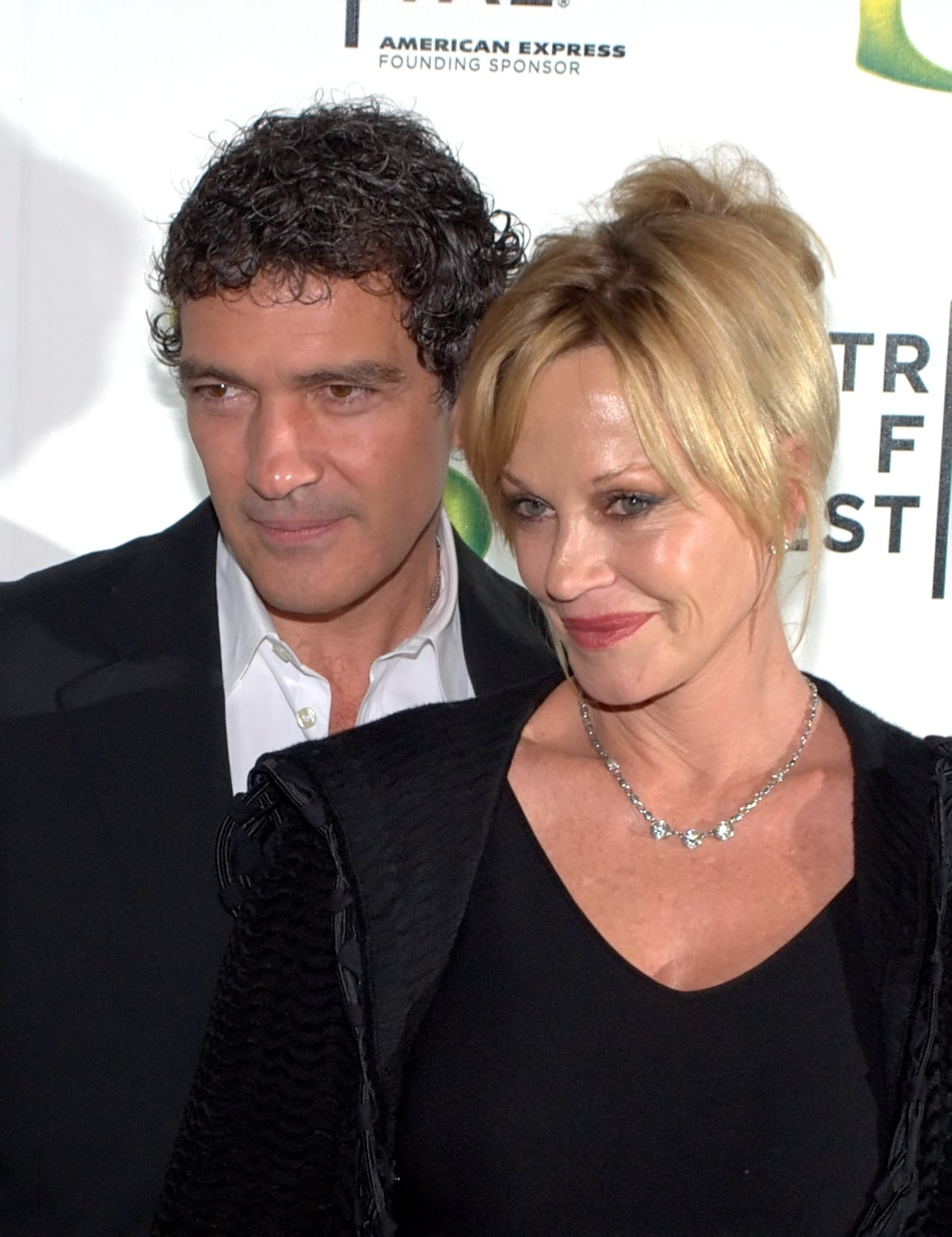
Melanie Griffith con l'allora marito Antonio Banderas nel 2010

Nel 1976 sposò l'attore Don Johnson, separandosi da lui nel corso dello stesso anno. Dal 1981 al 1989 fu sposata con l'attore Steven Bauer. Nel giugno 1989 risposò Johnson, ma nel maggio 1995 la coppia si lasciò definitivamente. Dal 1996 al 2015 è stata sposata con l'attore spagnolo Antonio Banderas.
Melanie ha avuto un figlio da ogni marito: Alexander Bauer (22 agosto 1985), Dakota Johnson (4 ottobre 1989) e Stella Banderas (24 settembre 1996). Le due figlie sono apparse con lei nel film Pazzi in Alabama del (1999), diretto da Banderas. Ha affrontato diversi ricoveri nel corso degli anni per la dipendenza da alcool e droga. Nel dicembre del 2009 è stata operata per un melanoma.

## Filmografia

### Attrice

#### Cinema
- Smith, un cowboy per gli indiani (Smith!), regia di Michael O'Herlihy (1969) – non accreditata
- The Harrad Experiment (1973) – non accreditata
- Bersaglio di notte (Night Moves), regia di Arthur Penn (1975)
- Detective Harper: acqua alla gola (The Drowning Pool), regia di Stuart Rosenberg (1975)
- Smile, regia di Michael Ritchie (1975)
- La ragazza dell'altro (Joyride), regia di Joseph Ruben (1977)
- Domani vinco anch'io (One on One), regia di Lamont Johnson (1977)
- Ha-Gan, regia di Victor Nord (1977)
- Parking Paradise, regia di Robert Butler (1981)
- Il grande ruggito (Roar), regia di Noel Marshall (1981)
- Paura su Manhattan (Fear City), regia di Abel Ferrara (1984)
- Omicidio a luci rosse (Body Double), regia di Brian De Palma (1984)
- Qualcosa di travolgente (Something Wild), regia di Jonathan Demme (1986)
- Bambola meccanica mod. Cherry 2000 (Cherry 2000), regia di Steve DeJarnatt (1987)
- Milagro (The Milagro Beanfield War), regia di Robert Redford (1988)
- Stormy Monday, regia di Mike Figgis (1988)
- Una donna in carriera (Working Girl), regia di Mike Nichols (1988)
- Due donne e un assassino (In the Spirit), regia di Sandra Seacat (1990)
- Uno sconosciuto alla porta (Pacific Heights), regia di John Schlesinger (1990)
- Il falò delle vanità (The Bonfire of the Vanities), regia di Brian De Palma (1990)
- La strada per il paradiso (Paradise), regia di Mary Agnes Donoghue (1991)
- Vite sospese (Shining Through), regia di David Seltzer (1992)
- Una estranea fra noi (A Stranger Among Us), regia di Sidney Lumet (1992)
- Nata ieri (Born Yesterday), regia di Luis Mandoki (1993)
- Lezioni di anatomia (Milk Money), regia di Richard Benjamin (1994)
- La vita a modo mio (Nobody's Fool), regia di Robert Benton (1994)
- Amiche per sempre (Now and Then), regia di Lesli Linka Glatter (1995)
- Two Much - Uno di troppo (Two Much), regia di Fernando Trueba (1995)
- Scomodi omicidi (Mulholland Falls), regia di Lee Tamahori (1996)
- Lolita, regia di Adrian Lyne (1997)
- Un altro giorno in paradiso (Another Day in Paradise), regia di Larry Clark (1998)
- L'ombra del dubbio (Shadow of Doubt), regia di Randal Kleiser (1998)
- Celebrity, regia di Woody Allen (1998)
- The Book That Wrote Itself, regia di Liam O Mochain (1999)
- Pazzi in Alabama (Crazy in Alabama), regia di Antonio Banderas (1999)
- A morte Hollywood (Cecil B. DeMented), regia di John Waters (2000)
- Vite nascoste (Forever Lulu, regia di John Kaye (2000)
- Tart - Sesso, droga e... college (Tart), regia di Christina Wayne (2001)
- Tempo, regia di Eric Styles (2003)
- Shade - Carta vincente (Shade), regia di Damian Nieman (2003)
- The Night We Called It a Day, regia di Paul Goldman (2003)
- Have Mercy, regia di Kathy Bates (2006)
- The Grief Tourist, regia di Suri Krishnamma (2012)
- Yellow, regia di Nick Cassavetes (2012)
- Automata (Autómata), regia di Gabe Ibáñez (2014)
- Day Out of Days, regia di Zoe Cassavetes (2015)
- J.L. Family Ranch, regia di Charles Robert Carner (2016)
- The Disaster Artist, regia di James Franco (2017)
- I pirati della Somalia (The Pirates of Somalia), regia di Bryan Buckley (2017)
- L'assistente della star (The High Note), regia di  Nisha Ganatra (2020)
- By Design, regia di Amanda Kramer (2025) - voce narrante

#### Documentari in cui compare come se stessa
- Junket Whore (1998)
- Light Keeps Me Company (Ljuset håller mig sällskap) (2000)
- Searching for Debra Winger (2002)

#### Televisione
- Militari di carriera (Once an Eagle) – miniserie TV (1976)
- Starsky & Hutch – serie TV, episodio 3x13 (1978)
- Nel tunnel dei misteri con Nancy Drew e gli Hardy Boys (The Hardy Boys/Nancy Drew Mysteries) – serie TV, episodio 2x15 (1978)
- Cowboy d'acciaio (Steel Cowboy) – film TV (1978)
- Una breve stagione di Peter (Daddy, I Don't Like It Like This) – film TV (1978)
- Carter Country – serie TV, 2 episodi (1978)
- Vega$ – serie TV, episodio 2x01 (1979)
- L'uomo di Hollywood (The Star Maker), regia di Lou Antonio – miniserie TV (1981)
- La donna soldato ( She's in the Army Now), regia di Hy Averback – film TV (1981)
- Golden Gate, regia di Paul Wendkos – film TV (1981)
- Alfred Hitchcock presenta (Alfred Hitchcock Presents) – serie TV, episodio (pilota) 2 (1985)
- Miami Vice – serie TV, episodio 3x20 (1987)
- Donne e uomini - Storie di seduzione (Women and Men: Stories of Seduction) – film TV (1990)
- Buffalo Girls – serie TV, 2 episodi (1995)
- RKO 281 - La vera storia di Quarto potere (RKO 281), regia di Benjamin Ross – film TV (1999)
- Il profumo dell'inganno (Heartless) – film TV (2005)
- Twins – serie TV, 18 episodi (2005)
- Viva Laughlin – serie TV, 2 episodi (2007)
- Nip/Tuck – serie TV, episodio 6x14 (2010)
- Hot in Cleveland – serie TV, episodio 2x04 (2011)
- Aiutami Hope! (Raising Hope) – serie TV, episodi 3x01-3x04 (2012)
- DTLA – serie TV, 2 episodi (2012)
- This American Housewife, regia di David Slade – film TV (2012)
- Call Me Crazy: A Five Film, regia di Laura Dern, Bryce Dallas, HowardBonnie Hunt – film TV (2013)
- Hawaii Five-0 – serie TV, episodi 4x15-4x16-4x17 (2014)
- Nerd Herd, regia di Jamie Travis – film TV (2015)
- The Path – serie TV, 1 episodio (2017)
- SMILF – serie TV, 1 episodio (2019)

### Doppiatrice
- Stuart Little 2, regia di Rob Minkoff (2002)
- I Simpson – serie TV, episodio 17x21 (2006)
- Le avventure di Sammy (Sammy's avonturen: de geheime doorgang), regia di Ben Stassen (2010)
- Dino e la macchina del tempo (Dino Time), regia di Yoon-suk Choi e John Kafka (2012)

## Riconoscimenti
- Premio Oscar
  - 1989 – Candidatura alla miglior attrice per Una donna in carriera
- Golden Globe
  - 1975 – Miss Golden Globe
  - 1985 – Candidatura alla migliore attrice non protagonista per Omicidio a luci rosse
  - 1987 – Candidatura alla migliore attrice in un film commedia o musicale per Qualcosa di travolgente
  - 1989 – Miglior attrice in un film commedia o musicale per Una donna in carriera
  - 1996 – Candidatura alla miglior attrice non protagonista in una mini-serie o film per la televisione per Buffalo Girls
  - 2000 – Candidatura alla miglior attrice non protagonista in una mini-serie o film per la televisione per RKO 281 - La vera storia di Quarto potere
- BAFTA
  - 1990 – Candidatura alla miglior attrice protagonista per Una donna in carriera
- Premio Emmy
  - 2000 – Candidatura alla miglior attrice non protagonista in una miniserie o film per RKO 281 - La vera storia di Quarto potere
- Razzie Awards
  - 1992 – Peggior attrice protagonista per Vite sospese
  - 1996 – Peggior attrice non protagonista per Scomodi omicidi

## Doppiatrici italiane
Nelle versioni in italiano dei suoi film, Melanie Griffith è stata doppiata da:
- Isabella Pasanisi in Alfred Hitchcock presenta, Milagro, Il falò delle vanità, Una estranea fra noi, Scomodi omicidi, L'ombra del dubbio, Pazzi in Alabama, Tart - Sesso, droga e... college
- Serena Verdirosi in Bersaglio di notte, Starsky & Hutch, Shade - Carta vincente
- Laura Boccanera in Uno sconosciuto alla porta, La strada per il paradiso, Vite sospese
- Simona Izzo in Nata ieri, La vita a modo mio, Amiche per sempre
- Micaela Esdra in Detective Harper: acqua alla gola, Lolita
- Cristiana Lionello in Omicidio a luci rosse, Celebrity
- Anna Cesareni in Stormy Monday, A morte Hollywood
- Alessandra Korompay in Aiutami Hope! (ep. 3x01), Automata (Susan Dupré)
- Melina Martello in Miami Vice
- Claudia Balboni in Qualcosa di travolgente
- Silvia Pepitoni in Bambola meccanica mod. Cherry 2000
- Carmela Vincenti in Una donna in carriera
- Ida Sansone in Lezioni di anatomia
- Tiziana Avarista in Two Much - Uno di troppo
- Donatella Fanfani in Un altro giorno in paradiso
- Roberta Paladini in RKO 281 - La vera storia di Quarto potere
- Emanuela Rossi in Vite nascoste
- Germana Pasquero in Nip/Tuck
- Roberta Greganti in Aiutami Hope! (ep. 3x04)
- Marina Tagliaferri in The Disaster Artist

Da doppiatrice è sostituita da:
- Alessandra Korompay in Automata (Cleo), Dino e la macchina del tempo
- Paola Cortellesi in Stuart Little 2